# Tijuana, Baja California
Tijuana este cel mai mare oraș al statului mexican Baja California. Are peste 1.000.000 de locuitori. 